# Albert Hassall
Albert Hassall (* 11. Februar 1862 in Woolwich; † 18. September 1942) war ein Zoologe, der aus Großbritannien stammte und in den USA aktiv war. Der Schwerpunkt seiner Arbeiten lag auf der Parasitologie.

## Leben
Albert Hassall war gebürtiger Engländer. Er erhielt seine Schulbildung an Privatschulen und studierte dann am Royal Veterinary College in London. Ab 1887 arbeitete er für das Bureau of Animal Industry (BAI) in Baltimore und gehörte damit dem U.S. Department of Agriculture an. 1891 wurde er Assistent in der Abteilung für Pathologie, 1904 an der zoologischen Abteilung, und von 1928 bis 1932 war er stellvertretender Leiter der zoologischen Abteilung. Dann wurde er zum Eintritt in den Ruhestand gezwungen.
Zu seinen wesentlichen Aktivitäten gehörte die Unterstützung des Zoologen Charles Wardell Stiles bei der Anlage der Parasitensammlung der zoologischen Abteilung. Den Grundstock bildeten 1892 die persönlichen Parasitensammlungen der beiden Wissenschaftler. In den ersten Jahren wurde die Sammlung als BAI Collection bezeichnet. 1894 wurde Stiles von der Smithsonian Institution ermächtigt, eine U.S. National Museum Helminthological Collection aufzubauen. Die Sammlung wurde später mit einer ähnlichen Sammlung des U.S. Public Health Service zusammengeführt, woraus sich schließlich die U.S. National Parasite Collection entwickelte. Diese wird nach wie vor ergänzt und befindet sich mittlerweile im National Museum of Natural History der Smithsonian Institution.
Hassall und Stiles stellten den Index-Catalogue of Medical and Veterinary Zoology zusammen. Dieser Katalog wurde ab 1902 portionsweise veröffentlicht. Hassall wurde für seine Arbeit daran 1932 vom Royal College of Veterinary Surgeons in London ausgezeichnet. 
Nachdem Hassall im Juli 1932 seine berufliche Tätigkeit für das Bureau of Animal Industry aufgegeben hatte, arbeitete er unentgeltlich bis zu seinem Tod an dem Katalog weiter. Er erhielt dafür den Titel „Collaborator on the Index-Catalogue“.